# Petar Radovan
Petar Radovan (...) è un astronomo croato.
Insieme a Ivo Fatorić  e Korado Korlević ha fondato l'osservatorio di Visignano, collaborando successivamente anche alla sua rinascita dopo la crisi seguita alla dissoluzione della Jugoslavia.
Il Minor Planet Center gli accredita la scoperta dell'asteroide 9244 Višnjan effettuata il 21 aprile 1998 in collaborazione con Korado Korlević.